# Museo de la Marina (Lisboa)

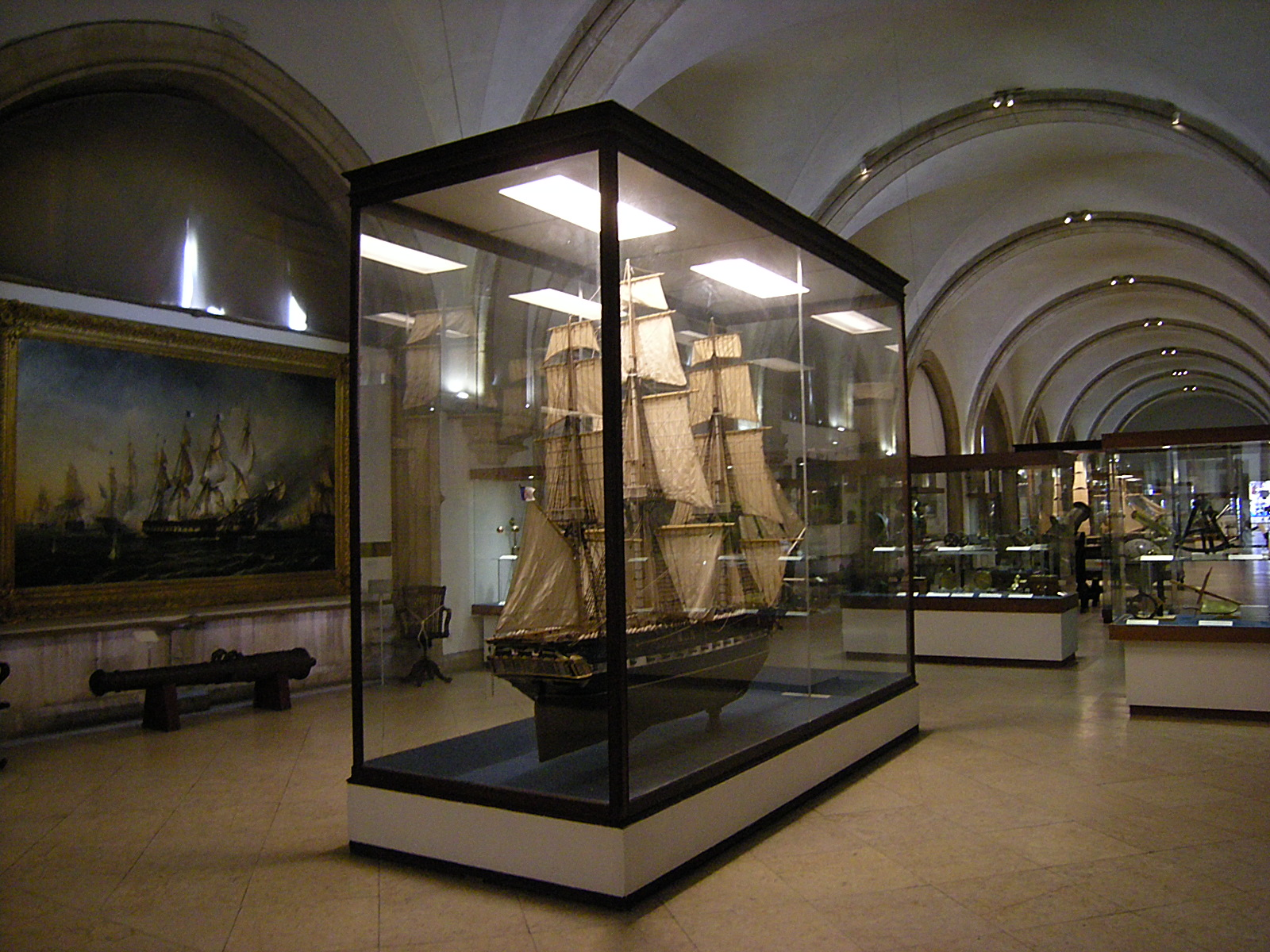
Sala de los descubrimientos

El Museo de la Marina  (en portugués Museu de Marinha) de Lisboa es un museo dedicado a la historia de la navegación portuguesa. Se encuentra en un anexo de estilo neomanuelino, que se empezó a construir en 1850, ubicado en el ala oeste del Monasterio de los Jerónimos de Belém y otra ala más reciente enfrente del museo, llamada Pabellón de los galeones (Pavilhão das Galeotas). 

El museo se divide en 13 salas más el pabellón con un área de 50. 000 m², de los que 16. 050 son para exposiciones permanentes.

## Historia
El museo se instauró el 22 de julio de 1863 por decreto real de Luis I de Portugal, oficial de marina en ejercicio antes de suceder en el trono a su difunto hermano.

El museo se emplazó en la escuela naval, donde se exponían maquetas de barcos de la propia escuela y otras traídas desde la Academia Real de Marina. Aunque un incendio en 1916 quemó un parte de la colección, siguió en funcionamiento como parte de la escuela bajo diferentes nombres hasta que se escindió definitivamente en 1936. No fue hasta 1948, tras la donación de la colección particular de Henrique Maufroy de Seixas, investigador y apasionado de los temas marítimos, cuando la propuesta ya contemplada en 1934 de trasladar el museo cuajó ya que el señor Seixas impuso la condición de que su colección se exhibiera en un lugar de dimensiones y dignidad adecuados. En abril de 1949 el nuevo museo se inauguró en el palacio del conde de Farrobo, en Laranjeiras. Sin embargo, esta ubicación era provisional, hasta que sendas comisiones en 1954 y 1956 decidieran el traslado definitivo al monasterio. La intervención del entonces ministro de marina, el almirante Américo Tomás, contribuyó en gran medida a que el 15 de agosto de 1962 se inaugurara el definitivo Museo de la Marina en el Monasterio de los Jerónimos.

## Colecciones
Las colecciones muestran una amplia variedad de contenidos que abarcan diversos aspectos de la historia marítima de Portugal, no solo en el ámbito militar, sino también en el pesquero, comercial y la navegación recreativa. Aunque contiene piezas desde la época romana, el grueso de la colección comienza en el periodo de los descubrimientos.
Entre los 17. 000 objetos expuestos se puede contemplar:
- Esculturas de los personajes históricos más representativos de la navegación portuguesa. También una figura en madera del Arcángel Rafael, que iba a bordo del barco de Vasco de Gama en su ruta a la India.[5]
- Instrumentos de navegación, entre ellos la mayor colección de astrolabios del mundo.[6]
- Una colección de maquetas de barcos que muestra la evolución de la construcción de navíos de forma cronológica, tanto civil como militar.[5]
- Reproducciones a tamaño real de los barcos utilizados por la realeza durante el siglo XVIII.[2]
- Una biblioteca que reúne fondos antiguos procedentes de varios orígenes, de materias como Astronomía, Historia, Cartografía, Geografía o Aritmética, entre otras, además de mapas, planos, cartas de navegación y atlas que se remontan al siglo siglo xvi y un archivo con alrededor de 120. 000 imágenes, entre las que se encuentran las 20. 000 fotografías donadas por el señor Seixas.[4][7]